# Судзуки, Акира
А́кира Судзу́ки (яп. 鈴木 章 Судзуки Акира, род. 12 сентября 1930, Мукава) — японский химик, открывший реакцию Судзуки. Нобелевский лауреат в области химии за 2010 год. В знак признания его заслуг в честь него был назван астероид (87312) Акирасудзуки.

## Биография
Родился 12 сентября 1930 года в посёлке Мукава, на острове Хоккайдо. Обучался в Университете Хоккайдо и после его окончания в 1954 году остался в аспирантуре. В 1959 году получил степень доктора философии по химии. После получения степени работал ассистент-профессором там же. В 1961 году получил должность доцент-профессора. С 1963 по 1965 года работал постдоком у Герберта Брауна в университете Пердью, после чего вернулся в университет Хоккайдо на должность полного профессора. В 1994 году вышел на пенсию в Университете Хоккайдо, но продолжил работать на должности полного профессора в Университете науки Окаямы (1994—1995) и Университете науки и искусств Курасики (1995—2002), являющихся частными японскими университетами.
Был вице-президентом и директором Японского химического общества.

## Научные достижения
Под руководством Герберта Брауна в Университете Пердью Акира Судзуки занимался проблемами синтеза и использования борорганических соединений.
По возвращении в Японию он продолжил эти занятия и достиг заметных успехов, известных по всему миру. Его работа 1979 года по реакциям кросс-сочетания в синтезе борорганических соединений с использованием палладиевого катализатора дала начало большому разделу современной металлоорганической химии. Эта реакция носит теперь имя Судзуки, а за её открытие учёный был в 2010 году награждён Нобелевской премией по химии.
Автор и соавтор 341-й научной статьи в реферируемых журналах.

## Награды
- 2004 — Премия Японской академии наук
- 2009 — Золотая медаль Пауля Каррера[англ.]
- 2010 — Заслуженный деятель культуры[англ.]
- 2010 — Орден Культуры
- 2010 — Нобелевская премия по химии

## Членство в научных обществах
- Японское химическое общество
- Японское общество синтетической органической химии
- Американское химическое общество